# 채널 용량
채널 용량(Channel capacity)은 어떤 곳에서 다른 곳으로 정보를 보내기 위해 사용되는 물리적인 통로인 채널(Channel)에서 정보가 에러를 발생시키지 않고 보내질 수 있는 최대의 속도를 말한다. 채널 용량은 또한 전송에 쓰이는 매체가 수용할 수 있는 정보의 전송 능력이라고도 할 수 있으며 채널을 통해 보내지는 데이터의 양은 그 채널의 대역폭(Bandwidth)에 비례한다.
통신공학, 전자공학, 전기공학, 인간공학, 산업심리학, 정보이론 및 컴퓨터 공학에서 널리 쓰이는 용어이며 1948년에 클로드 섀넌에 의해 발전되었다. 그는 채널 용량의 개념과 수학적인 모델을 발전시켰다. 섀넌의 정의에 따르면 채널의 입력과 출력 각각의 사이의 상호 정보의 최대치는 입력 분산의 최대화에서 이루어진다고 한다. 한편 인간공학 분야에서는 의미덩이와 같은 인간이 가지는 한계와 이에 따른 인간행동을 설명하기 위해 사용된다.

## 통신 시스템의 채널 용량
통신은 매체를 통해 정보를 전달한다. 통신의 시스템은 송신기, 채널 그리고 수신기로 이루어져 있다. 매체는 통신 채널의 특성을 결정한다. 무선은 공기 중을 전파로 통신하고, 유선은 전화선 등을 통하여 전자계로 통신한다. 송신 신호를 매체에 통과시켜 수신해 보고, 수신된 신호를 분석하여 채널 특성을 결정한다. 이렇게 구해진 채널 특성을 이용하면 샤논이 만들어 낸 관계식을 이용하여 채널 용량을 구할 수 있다. 샤논은 채널 용량은 수신한 신호의 신호대잡음비로 결정된다고 하였다. 이는 수신한 신호에 노이즈가 많이 끼면 보낼 수 있는 용량이 줄어든다는 이론이다. 노이즈가 있다고 보내는 신호에 항상 오류가 수반되는 것이 아니라, 오류 없이 보낼 수 있는 최대 용량이 줄어든다는 의미이다. 오류가 없다는 것은 아니고 한 번에 보내는 데이터 패킷의 길이가 끝없이 길어지면 극한소의 오류만 남게 된다.
샤논의 채널 용량 관계식은 디지털 송신에 대한 것이고 아날로그 송신에 대한 것은 아니다. 송신의 디지털과 아날로그 방식은 매체의 디지털과 아날로그 구분과는 구별되어야 한다. 아날로그 매체도 디지털 전송이 가능하다. 아날로그 매체는 샘플링 및 부호화 과정을 통해 디지털로 전송되고 복호화 및 합성 과정을 통해 아날로그 매체로 복원된다. 아날로그 송신의 채널 용량은 최근에 연구 결과가 나오고 있다. 지금까지 경쟁적으로 발전되어 오던 통신 이론과 부호화 이론 등의 연구의 협력을 통해 아날로그 송신 기술에 대한 분석이 가능해진 것이다.
정리하면, 통신 시스템에서 채널 용량은 수신단에서 본 신호대잡음비에 따라 결정된다. 해당 관계식은 다음과 같다.
{\displaystyle C=W\log _{2}(1+{\text{SNR}})}
여기서 W는 대역폭이고 {\displaystyle {\text{SNR}}=P_{s}/P_{n}}은 신호대잡음비이다. {\displaystyle P_{s}}와 {\displaystyle P_{n}}은 각각 신호의 전력과 노이즈의 전력에 해당한다.

## 같이 보기
- 신호 대 잡음비
- 의미덩이
- 대역폭